# La Mégère apprivoisée (film, 1967)
Pour les articles homonymes, voir La Mégère apprivoisée (homonymie).
Pour plus de détails, voir Fiche technique et Distribution.
La Mégère apprivoisée (The Taming of the Shrew) est un film italo-américain réalisé par Franco Zeffirelli, sorti en 1967. Il s'agit d'une adaptation de la pièce éponyme de William Shakespeare.

## Synopsis
À Padoue, le signore Baptista désespère de trouver un mari qui puisse résister au caractère colérique de sa fille aînée Catharina. Car d'autre part il se refuse à chercher un mari pour sa fille cadette Bianca avant d'avoir trouvé un mari pour la première des deux sœurs. L'un des soupirants de Bianca, Hortensio, reçoit bientôt la visite de Petruccio, un marchand ruiné originaire de Vérone qui lui confie qu'il est venu à  Padoue chercher richesse et femme. Hortensio lui met alors dans la tête de conquérir le cœur de Catharina, ce qui lui donnerait l'occasion de mettre la main sur une dot de 20 000 couronnes d'or. 
Petruccio commence alors à faire la cour de la belle, ce qui ne va pas sans mal. Après un mariage abracadabrant, il ramène Catharina chez lui à Vérone où il s'empresse de la mettre au pas. Lorsque le couple revient à Mantoue pour assister au mariage de Bianca avec le jeune Lucentio, Catharina est devenue une épouse tendre et aimante.

## Fiche technique
- Titre original américain : The Taming of the Shrew
- Titre italien : La bisbetica domata
- Titre français : La Mégère apprivoisée
- Réalisateur : Franco Zeffirelli
- Scénaristes : Paul Dehn, Suso Cecchi D'Amico et Franco Zeffirelli d'après la pièce éponyme de William Shakespeare
- Photographie : Oswald Morris
- Montage : Peter Taylor
- Musique : Nino Rota
- Son : John Aldred
- Effets spéciaux : Augie Lohman
- Création des décors : John DeCuir et Lorenzo Mongiardino
- Direction artistique : Giuseppe Mariani et Elven Webb
- Décorateur de plateau : Luigi Gervasi, Dario Simoni et Carlo Gervasi (non crédité)
- Costumes : Danilo Donati, Gloria Musetta et Irene Sharaff (costumes d'Elizabeth Taylor)
- Production : Richard McWorther, Richard Burton (non crédité), Elizabeth Taylor (non créditée) et Franco Zeffirelli (non crédité)
- Société de production : Films Artistici Internazionali et Royal Films International
- Distribution : Columbia Pictures
- Budget : $4 000 000 (estimation)
- Pays d'origine : États-Unis/Italie
- Format : Couleur Technicolor - 70 mm 6-Track - Mono (Westrex Recording System) - 4 Track Stereo
- Langue : Anglais
- Genre : Comédie dramatique
- Durée : 122 minutes
- Dates de sortie :
  - Royaume-Uni : 27 février 1967 (première à Londres)
  - États-Unis : 8 mars 1967 (sortie nationale)
  - France :28 septembre 1968
- Affiche : Jean Mascii (France)

## Distribution
- Elizabeth Taylor (VF : Claude Winter) : Catharina
- Richard Burton (VF : Jacques Dacqmine) : Petruchio
- Cyril Cusack : Grumio, le serviteur de Petruchio
- Michael Hordern (VF : Henri Virlojeux) : Baptista, le père de Catarina
- Alfred Lynch (VF : Serge Sauvion) : Tranio, le serviteur de Lucentio
- Alan Webb (VF : Henri Crémieux) : Gremio, un soupirant de Bianca
- Giancarlo Cobelli : Le prêtre
- Vernon Dobtcheff (VF : Maurice Nasil) : Pédant
- Ken Parry : Tailleur
- Anthony Gardner : Haberdasher
- Natasha Pyne : Bianca, la sœur de Katarina
- Michael York (VF : Michel Le Royer) : Lucentio, un soupirant de Bianca
- Victor Spinetti (VF : Bernard Dhéran) : Hortensio, un soupirant de Bianca
- Roy Holder : Biondello, le page de Lucentio
- Mark Dignam (VF : Louis Arbessier) : Vincentio, le père de Lucentio

## Autour du film
- La relation explosive entre Catharina et Petruccio dans le film n'est pas sans rappeler le couple formé par Elizabeth Taylor et Richard Burton, tout comme les protagonistes de Qui a peur de Virginia Woolf ? l'année précédente. En 1929, un autre couple d'acteurs aux relations orageuses était apparu dans la première adaptation filmée de la pièce ; il s'agissait de Mary Pickford et de Douglas Fairbanks.
- Franco Zeffirelli avait d'abord pensé à Sophia Loren et à Marcello Mastroianni pour les rôles de Catarina et de Petruchio.
- La robe que porte Elizabeth Taylor dans le monologue final de Catarina est inspirée d'une peinture de Lorenzo Lotto, achevée en 1533 et intitulée Portrait de dame en Lucrèce. On peut la voir à la National Gallery de Londres.
- Le tournage eut lieu dans un studio romain de Dino De Laurentiis du 21 mars au 6 août 1966.